# Кохлеарний імплантат
Кохлеарний імплантат — це імплантований хірургічним шляхом нейропротез, який забезпечує сприйняття звуку людиною з помірною та глибокою сенсоневральною втратою слуху. За допомогою кохлеарного імплантати пацієнти можуть покращити розуміння мови як у тихому, так і в шумному середовищі. Кохлеарний імплантат обходить акустичний слух шляхом прямої електричної стимуляції слухового нерва. Завдяки повсякденному використанню та тренуванню слуху кохлеарні імплантати дозволяють дітям і дорослим навчитися інтерпретувати ці сигнали як мову та звук.
Імплантат складається з 2 основних компонентів. Зовнішній компонент зазвичай носять за вухом, але його також можна прикріпити до одягу, наприклад, маленьким дітям. Цей компонент, звуковий процесор, містить мікрофони, електроніку, яка включає мікросхеми процесора цифрових сигналів, батарею та котушку, яка передає сигнал до імплантату через шкіру. Внутрішній компонент, власне імплантат, має котушку для прийому сигналів, електроніку та ряд електродів, розміщених у вушній раковині, які стимулюють кохлеарний нерв.
Хірургічне втручання проводиться під загальним наркозом. Хірургічні ризики мінімальні, і більшість людей пройдуть амбулаторне хірургічне втручання, та повернуться додому того ж дня. Однак у деяких людей може виникнути запаморочення, а в рідкісних випадках — шум у вухах або синці в ділянці лицевого нерва.
З перших днів використання імплантатів у 1970-х і 1980-х роках сприйняття мовлення через імплантат постійно зростало. Понад 200 тисяч осіб у Сполучених Штатах Америки до 2019 року отримали кохлеарний імплантат. Багато користувачів сучасних імплантатів після імплантації отримують навички слуху та сприйняття мовлення на рівні від розумних до хороших, особливо в поєднанні з читанням з губ. Однією з проблем, які залишаються при використанні цих імплантатів, є те, що навички розуміння слуху та мовлення після імплантації мають широкий діапазон варіацій серед окремих користувачів імплантатів. Вважається, що такі фактори, як вік імплантації, участь батьків і рівень освіти, тривалість і причина втрати слуху, розташування імплантату в вушній раковині, загальний стан кохлеарного нерва, а також індивідуальні можливості повторного навчання, є причиною такої варіації.

## Історія

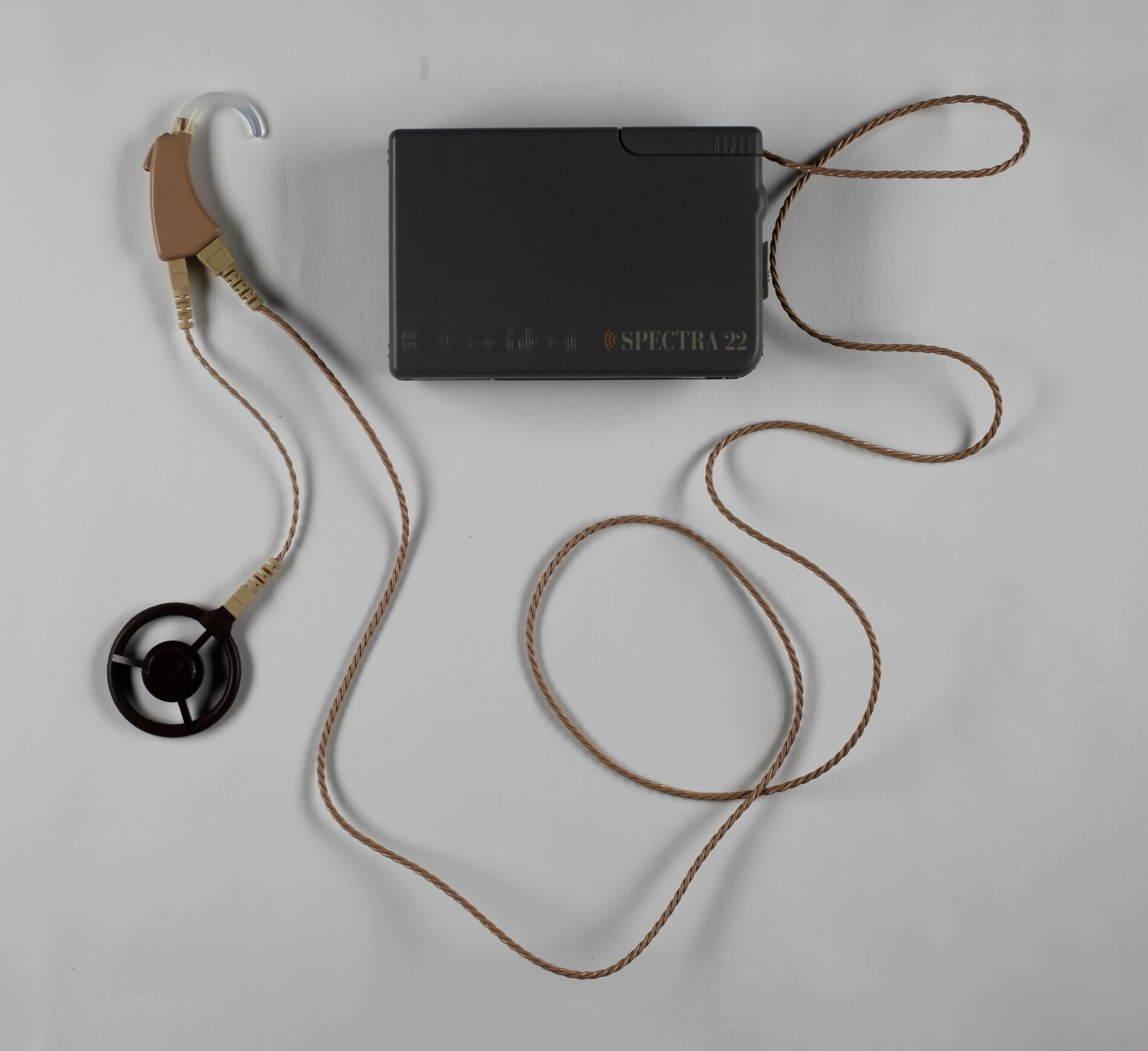
Процесор «Cochlear Spectra» 1994 року випуску. Ранні користувачі кохлеарних імплантатів використовували такі процесори, як цей

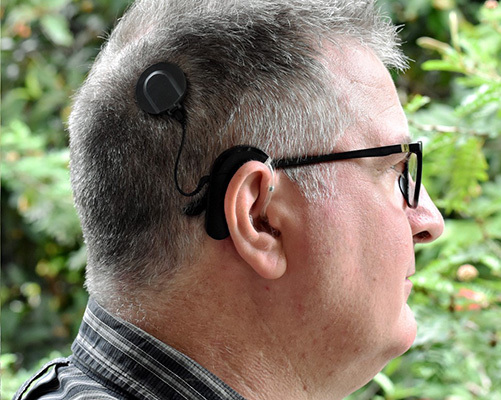
Реципієнт кохлеарного імплантату використовує завушний процесор

Андре Джурно та Чарльз Ейріс розробили оригінальний кохлеарний імплантат у 1957 році. Їх конструкція розподіляла стимуляцію за допомогою одного каналу.
Вільям Хаус також розробив кохлеарний імплантат у 1961 році. У 1964 році Блер Сіммонс і Роберт Дж. Вайт імплантували одноканальний електрод у вушну раковину пацієнта в Стенфордському університеті. Проте дослідження показали, що ці одноканальні кохлеарні імплантати мали обмежену корисність, оскільки вони не могли стимулювати різні ділянки вушної раковини в різний час, щоб забезпечити диференціацію між низькими та середніми високими частотами, як це необхідно для виявлення мовлення.
У середині 1970-х років інженер НАСА Адам Кіссія почав працювати над тим, що стане сучасним кохлеарним імплантатом. Кіссія використав свої знання, отримані під час роботи інженером з електронних приладів для NASA. Ця робота тривала протягом 3 років, коли Кіссія проводив обідні перерви та вечори в технічній бібліотеці Кеннеді, вивчаючи вплив інженерних принципів на внутрішнє вухо. У 1977 році НАСА допомогло Кіссія отримати патент на кохлеарний імплантат. Пізніше Кіссія продав патентні права.
Сучасний багатоканальний кохлеарний імплантат був незалежно розроблений і комерціалізований двома окремими командами — однією під керівництвом Грема Кларка в Австралії, а іншою — Інгеборг Гохмайр та її майбутнім чоловіком Ервіном Гохмайром в Австрії, причому пристрій Гохмайрів вперше імплантували людині в грудні 1977 року, а Кларка в серпні 1978 року.

## Склад
Кохлеарні імплантати обходять більшу частину периферичної слухової системи, яка сприймає звук, і перетворює його на рухи волоскових клітин у вушній раковині ; відхилення стереоцилій викликає приплив іонів калію до волоскових клітин, а деполяризація, у свою чергу, стимулює приплив кальцію, що збільшує вивільнення нейромедіатора глутамату. Збудження кохлеарного нерва нейромедіатором посилає сигнали в мозок, що створює відчуття звуку. Натомість із імплантатом пристрої вловлюють звук і оцифровують його, перетворюють цей оцифрований звук в електричні сигнали та передають ці сигнали на електроди, вбудовані у вушну раковину. Електроди стимулюють електросигналом кохлеарний нерв, змушуючи його посилати сигнали в мозок.
Існує кілька доступних систем, але зазвичай вони мають такі компоненти:
- Зовнішній:
  - один або кілька мікрофонів, які вловлюють звуки з навколишнього середовища
  - мовний процесор, який вибірково фільтрує звук, щоб визначити пріоритетність звукового мовлення
  - передавач, який посилає потужність і оброблені звукові сигнали через шкіру до внутрішнього пристрою за допомогою радіочастотної передачі
- Внутрішні:
  - приймач/стимулятор, який приймає сигнали від мовного процесора і перетворює їх в електричні імпульси
  - масив електродів, вбудований у вушну раковину

Також розробляється повністю імплантований кохлеарний імплантат. Цей новий тип кохлеарного імплантату включає в себе всі поточні зовнішні компоненти аудіопроцесора у внутрішньому імплантаті. Відсутність зовнішніх компонентів робить імплантат невидимим ззовні, а також означає, що його пошкодження або несправність стають менш імовірними.

### Допоміжні пристрої для прослуховування
Більшість сучасних кохлеарних імплантатів можна використовувати з низкою допоміжних пристроїв для прослуховування, які допомагають людям краще чути в складних ситуаціях. Ці ситуації можуть включати розмову по телефону, перегляд телевізора або прослуховування оратора чи вчителя. За допомогою цих пристроїв звук із пристроїв, зокрема мобільних телефонів, або із зовнішнього мікрофона надсилається безпосередньо до аудіопроцесора, а не вловлюється мікрофоном аудіопроцесора. Ця пряма передача покращує якість звуку для користувача, полегшуючи прослуховування розмови по телефону або потокової музики.
Допоміжні пристрої бувають у багатьох формах, таких як нашийники, ручки та спеціалізовані кришки акумуляторних батарей. Сучасні допоміжні пристрої зазвичай можуть отримувати звук від будь-якого пристрою Bluetooth, включаючи телефони та комп'ютери, перед тим, як передавати його по бездротовій мережі до аудіопроцесора. Більшість кохлеарних імплантатів також сумісні зі старішою технологією для додаткових пристроїв, такою як телефонна котушка.

## Хірургічні процедури

### Хірургічне втручання
Імплантація дітям і дорослим може бути виконана безпечно з невеликими ускладненнями після операції, і більшість людей пройдуть амбулаторне хірургічне втручання, та повернуться додому того ж дня. Іноді на нічному спостереженні в стаціонарі можуть залишатися дуже молоді, дуже старі, або пацієнти, які мають відразу значну кількість захворювань. Процедуру можна проводити в амбулаторному хірургічному центрі здоровим людям. Хірургічна процедура, яка найчастіше використовується для імплантації пристрою, називається мастоїдектомією з підходом до лицьової западини. Процедура зазвичай проводиться під загальним наркозом. Ускладнення операції спостерігаються рідко, але можуть виникнути мастоїдит, середній отит (гострий або з випотом), зміщення імплантованого пристрою, що потребує повторної операції, пошкодження лицевого нерва, пошкодження барабанної струни та ранові інфекції.
Операція кохлеарної імплантації вважається чистою процедурою з рівнем післяопераційної інфекції менше 3 %. Рекомендації свідчать про те, що регулярний профілактичний прийом антибіотиків не потрібний. Проте потенційна вартість післяопераційної інфекції висока (включно з можливістю втрати імплантату); тому перед операцією рекомендується одноразова внутрішньовенна ін'єкція антибіотиків. Рівень післяопераційних ускладнень становить близько 12 % для незначних ускладнень і 3 % для великих ускладнень. Основні ускладнення включають інфекції, параліч обличчя та збій пристрою.
Незважаючи на те, що щорічно у світі реєструється до 20 нових випадків бактеріального менінгіту після встановлення кохлеарного імлантата, дані демонструють зниження захворюваності. Щоб уникнути ризику бактеріального менінгіту, Центри з контролю та профілактики захворювань у США рекомендують, щоб дорослі та діти, яким роблять операцію із встановлення кохлеарного імлантата, отримували відповідні віку вакцини, які виробляють антитіла до Streptococcus pneumoniae.
Частота транзиторного паралічу лицевого нерва оцінюється приблизно в 1 %. За оцінками, збій пристрою, який потребує повторної імплантації, трапляється у 2,5–6 % випадків. До однієї третини людей відчувають порушення рівноваги, запаморочення або вестибулярну слабкість, які тривають більше тижня після процедури; у людей віком до 70 років ці симптоми зазвичай зникають протягом декількох тижнів або місяців, але у людей старше 70 років проблеми, як правило, зберігаються.
У минулому кохлеарні імплантати дозволялися лише для людей, які були глухими на обидва вуха; станом на 2014 рік кохлеарний імплант використовувався експериментально у деяких людей, які втратили слух на одне вухо після того, як вони навчилися говорити, і не встановлювались тим, хто був глухим на одне вухо від народження; клінічні дослідження станом на 2014 рік були занадто малими, щоб робити узагальнення.

### Альтернативна хірургічна техніка
Використовуються й інші підходи, наприклад проходження через супрамеатальний трикутник. Систематичний огляд літератури, опублікований у 2016 році, виявив, що дослідження, у яких порівнювали 2 підходи, загалом були невеликими, не рандомізованими та ретроспективними, тому не були корисними для узагальнень; невідомо, який підхід безпечніший чи ефективніший.

### Ендоскопічна кохлеарна імплантація
Із збільшенням використання ендоскопічної хірургії вуха, яку популяризував професор Тарабічі, було опубліковано кілька доповідей про використання ендоскопічної техніки в хірургії кохлеарної імплантації. Однак це було мотивовано маркетингом, і є чіткі ознаки збільшення захворюваності, пов'язаної з цією технікою, як повідомив піонер ендоскопічної хірургії вуха.

### Ускладнення операції кохлеарної імплантації
Оскільки протягом останніх 4 десятиліть хірургічні методи кохлеарної імплантації прогресували, глобальна частота ускладнень при хірургічних втручаннях при встановленні кохлеарного імплантата у дітей і дорослих знизилася з більш ніж 35 % у 1991 році до менше ніж 10 % на середину 2010-х років. Ризик післяопераційного пошкодження лицевого нерва також знизився протягом останніх кількох десятиліть до менш ніж 1 %, у більшості з яких спостерігалося повне відновлення функції протягом 6 місяців. Рівень постійного паралічу становить приблизно 1 на 1000 операцій і, ймовірно, менший у центрах встановлення імлантатів з більшим досвідом.
Більшість ускладнень після хірургічного втручання з приводу встановлення кохлеарного імплантата є незначними, і потребують лише консервативного лікування або продовження перебування в стаціонарі. Менше 5 % усіх ускладнень є серйозними, що призводять до хірургічного втручання або повторної госпіталізації. Повідомлено, що кількість ревізійних операцій кохлеарної імплантації у дорослих і дітей коливається від 3,8 % до 8 %, причому найпоширенішими показаннями є несправність пристрою, інфекція та міграція імплантату або електрода. Після хірургічного втручання з приводу встановлення кохлеарного імплантата можуть виникати порушення рівноваги та запаморочення, але ці явища, як правило, слабкі та короткочасні. Кохлеарний імплантат після хірургічного втручання для збереження слуху рідко призводить до значних або постійних несприятливих наслідків для вестибулярної системи. Крім того, після імплантації може покращитися хода та постуральна стабільність.

## Результати
Результати кохлеарної імплантації можна виміряти за допомогою здатності розпізнавати мову та функціональні покращення, виміряні за допомогою показників результатів, які повідомив пацієнт. Хоча ступінь покращення після кохлеарної імплантації може бути різною, більшість пацієнтів, які мають кохлеарні імплантати, показують значне покращення здатності розпізнавати мову порівняно з їхнім передопераційним станом.
Кілька метааналізів літератури з 2018 року показали, що особи з кохлеарним імплантатом мають значне покращення якості життя після кохлеарної імплантації. Це покращення відбувається в багатьох різних аспектах життя, що виходить за межі спілкування, включаючи покращену здатність брати участь у соціальній діяльності; зниження розумових зусиль від слухання; та покращення екологічної обізнаності. Глухі підлітки з кохлеарними імплантатами, які відвідують звичайні навчальні заклади, повідомляють про високий рівень шкільної самооцінки, самооцінки дружби та загальної самооцінки. Вони також, як правило, переважно позитивно ставляться до своїх кохлеарних імплантатів, і сприймають їх як частину своєї особистості, більшість або «насправді не думають» про свою втрату слуху, або «пишаються нею». Хоча прогрес у технології кохлеарної імплантації допоміг пацієнтам у розумінні мови, користувачі все ще не можуть зрозуміти супрасегментарні частини мови, включаючи висоту тону.
Дослідження, проведене Університетом Джонса Гопкінса, показало, що для трирічної дитини, яка отримує кохлеарні імплантати, вони можуть заощадити від 30 тисяч до 50 тисяч доларів США на витратах на спеціальну освіту для початкової та середньої школи, оскільки дитина, швидше за все, піде до звичайної школи, а отже, буде використовувати менше послуг підтримки, ніж повністю глухі діти.

## Ефективність
Дослідження 2019 року показало, що двостороння кохлеарна імплантація більшістю оглядачів вважається найвигіднішим втручанням у слух для прийнятних кандидатів, хоча ймовірніше, що вона буде виконана та дасть відповідну компенсовацію скоріше дітям, ніж дорослим. Дослідження також виявило, що ефективність двосторонньої імплантації можна підвищити шляхом покращення зв'язку між двома імплантатами та шляхом розробки стратегій надійного кодування спеціально для двосторонніх користувачів.
Ранні огляди досліджень показали, що здатність спілкуватися розмовною мовою була кращою, чим раніше була проведена імплантація. Огляди також виявили, що хоча загалом кохлеарні імплантати забезпечують розуміння мовлення у відкритому стані для більшості імплантованих дітей з глибокими вадами слуху, неможливо було точно передбачити конкретний результат для окремо взятої імплантованої дитини. Пізніші дослідження показали довгострокові соціально-економічні переваги для дітей, а також кращі аудіологічні результати, включаючи покращену локалізацію звуку та сприйняття мови. Консенсусна заява Європейського двостороннього форуму дитячих кохлеарних імплантатів також підтвердила важливість двосторонньої кохлеарної імплантації у дітей. Новіші дослідження показали, що двостороння імплантація може покращити якість життя та розбірливість мови в тиші та шумі.
Огляд 2015 року досліджував, чи встановлення кохлеарного імплантата для лікування людей з двосторонньою втратою слуху мала вплив на шум у вухах. У цьому огляді було виявлено низьку якість доказів і різні результати: загальний загальний рівень зменшення шуму у вухах у пацієнтів, які мали шум у вухах до операції, коливався від 8 % до 45 % осіб, яким проведено імплантацію; зменшення шуму у вухах спостерігалося у 25-72 % осіб; для від 0 до 36 % осіб не було змін; посилення шуму у вухах спостерігалося у 0–25 % пацієнтів; і від 0 до 10 % випадків у хворих, які не мали шуму у вухах до процедури, він з'явився. Подальші дослідження показали, що електрична стимуляція імплантата принаймні частково відповідає за загальне зменшення симптомів. Дослідження 2019 року показало, що хоча зменшення шуму у вухах у пацієнтів із кохлеарним імплантатом є багатофакторним явищем, просте встановлення імплантату без будь-якого аудіологічного введення (перебуваючи на самоті в звукоізольованій кабінці) зменшувало симптоми шуму у вухах. Це свідчить про те, що саме електрична стимуляція пояснює зменшення симптомів шуму у вухах у багатьох пацієнтів, а не лише збільшення доступу до звуку.
Огляд літератури 2015 року щодо використання штучного імлантата в осіб із розладом спектру слухової нейропатії виявив, що станом на ту дату опис і діагностика стану були надто неоднорідними, щоб можна було чітко стверджувати, чи є кохлеарний імплантат безпечним і ефективним способом лікування.
Дані щодо результатів кохлеарної імплантації у людей похилого віку відрізняються. Дослідження 2016 року показало, що вік на момент імплантації сильно корелює з післяопераційним розумінням мовлення для різних тестів. У цьому дослідженні особи, яким імплантували апарат у віці 65 років або більше, показали значно гірші результати тестування сприйняття мови в тихих і шумних умовах порівняно з молодшими особами з кохлеарним імплантатом. Інші дослідження показали інші результати, причому деякі з них повідомляли, що дорослі, імплантовані у віці 65 років і старше, показали результати аудіологічної та мовної дискримінації, подібні до молодих дорослих. Хоча кохлеарні імпланти демонструють значну користь для всіх вікових груп, результати залежатимуть від когнітивних факторів, які в кінцевому рахунку сильно залежать від віку. Проте дослідження задокументували переваги кохлеарних імплантатів у восьмилітніх.
Вважається, що вплив старіння на здатність центральної слухової обробки відіграє важливу роль у впливі на сприйняття мовлення людини з кохлеарним імплантатом. Журнал «The Lancet» повідомив, що нелікована втрата слуху у дорослих є фактором ризику деменції номер один, який можна змінити. У 2017 році за результатами дослідження також повідомлено, що дорослі, які використовують кохлеарний імплант, значно покращили когнітивні результати, включаючи робочу пам'ять, час реакції та когнітивну гнучкість, порівняно з людьми, які чекали на кохлеарний імплант.
Тривала наявність глухоти є ще одним фактором, який, як вважають, негативно впливає на загальні результати розуміння мовлення для користувачів кохлеарних імплантатів. Проте дослідження не виявило статистичних відмінностей у здібностях розуміння мовлення пацієнтів з кохлеарними імплантатами старших 65 років, які мали порушення слуху протягом 30 років або більше до імплантації. Загалом результати для пацієнтів з кохлеарними імплантатами залежать від індивідуального рівня мотивації, очікувань, впливу мовних стимулів і постійної участі в програмах реабілітації слуху.
Систематичний огляд застосування кохлеарних імплантатів в осіб з односторонньою втратою слуху 2016 року виявив, що з проведених і опублікованих досліджень жодне не було рандомізованим, лише одне оцінювало контрольну групу, і жодне дослідження не було сліпим. Після виключення багаторазового використання одних і тих самих суб'єктів автори виявили, що 137 людей з односторонньою втратою слуху отримали кохлеарний імплантат. Визнаючи слабкість даних, автори виявили, що кохлеарний імлантат в осіб з односторонньою втратою слуху покращує локалізацію звуку порівняно з іншими методами лікування осіб, які втратили слух після того, як навчилися говорити; в одному дослідженні, яке вивчало це питання, кохлеарний імплантат дійсно покращив локалізацію звуку в осіб з односторонньою втратою слуху, які втратили слух до того, як навчилися говорити. Виявилося, що він покращує сприйняття мови та зменшує шум у вухах.
Відносно якості життя, кілька досліджень показали, що кохлеарні імплантати є корисними в багатьох аспектах якості життя, включаючи покращення спілкування та позитивний вплив на соціальне, емоційне, психологічне та фізичне благополуччя. Огляд 2017 року також зробив висновок, що показники якості життя дітей, які використовують кохлеарні імплантати, можна порівняти з показниками дітей без втрати слуху. Дослідження за участю дорослих різного віку показали значне покращення якості життя після імплантації порівняно з дорослими зі слуховими апаратами. Це часто не залежало від аудіологічної продуктивності.

## Суспільство і культура

### Використання
Станом на жовтень 2010 року близько 188 тисячам осіб було встановлено кохлеарні імпланти. Станом на грудень 2012 року в тій самій публікації говорилося про приблизно 324 тисячі кохлеарних імплантатів, імплантованих хірургічним шляхом. У США приблизно 58 тисяч пристроїв було імплантовано дорослим і 38 тисяч — дітям. Станом на 2016 рік «Ear Foundation» у Великій Британії оцінило кількість реципієнтів кохлеарних імплантатів у світі приблизно в 600 тисяч. За оцінками Американського альянсу кохлеарних імплантатів, до кінця 2019 року 217 тисяч осіб отримали кохлеарні імплантати в США.

### Вартість і страхування
Кохлеарна імплантація включає медичний пристрій, а також супутні послуги та процедури, включаючи передопераційне тестування, хірургічне втручання та післяопераційний догляд, який включає послуги аудіології та мовної патології. Вони надаються з часом командою клініцистів, які пройшли спеціальну підготовку. Усі ці послуги, а також кохлеарний імплантат і відповідні периферійні пристрої є частиною медичного втручання та зазвичай покриваються медичним страхуванням у Сполучених Штатах Америки та багатьох інших регіонах світу. Ці медичні послуги та процедури включають оцінку кандидатів, лікарняні послуги, включаючи матеріали та ліки, які використовуються під час операції, хірурга та інших лікарів, таких як анестезіологи, кохлеарний імплантат і комплект системи, а також програмування та реабілітацію після операції. У багатьох країнах світу вартість кохлеарної імплантації та подальшого догляду покривається медичним страхуванням. Проте фінансові фактори впливають на процес відбору для оцінювання. Діти з державним медичним страхуванням або без нього мають менше шансів отримати імплантат до 2 років.
Оскільки кохлеарні імплантати стали більш звичайним явищем і визнані цінним і економічно ефективним втручанням в охорону здоров'я, у США страхове покриття розширилося, й охопило приватне страхування, «Medicare», «Tricare», систему VA, інші федеральні плани охорони здоров'я та «Medicaid». У вересні 2022 року центри «Medicare & Medicaid Services» розширили охоплення кохлеарних імплантатів для відповідних кандидатів у рамках «Medicare». Кандидати повинні продемонструвати обмежені переваги з належним чином підігнаними слуховими апаратами, але з критеріями, які тепер визначаються оцінками тестів, що не перевищують або дорівнюють 60 % правильності в умовах найкращого прослуховування під час записаних тестів розпізнавання речень у відкритому режимі. Як і у випадку з будь-якою медичною процедурою, зазвичай існує доплата, яка залежить від плану страхування.
У Великій Британії національна служба охорони здоров'я повністю покриває кохлеарні імплантати, як і «Medicare» в Австралії, а також міністерство охорони здоров'я в Ірландії, «Seguridad Social» в Іспанії, «Sistema Sanitario Nazionale» в Італії, «Sécurité Sociale» у Франції, та медичне страхування в Ізраїлі, та міністерство охорони здоров'я або страхова компанія ACC (залежно від причини глухоти) у Новій Зеландії. У Німеччині та Австрії вартість імплантата покриває більшість медичних страхових організацій.

### Охорона здоров'я
6,1 % населення світу живе з втратою слуху, і прогнозується, що до 2050 року понад 900 мільйонів осіб у всьому світі будуть мати втрату слуху, яка призведе до інвалідності. Згідно із доповіддю ВООЗ, некомпенсована втрата слуху коштує світові 980 мільярдів доларів щорічно. Особливо сильно страждають сектори охорони здоров'я та освіти, а також соціальні витрати. 53 % цих витрат припадає на країни з низьким і середнім рівнем доходу.
ВООЗ повідомила, що кохлеарні імплантати виявилися економічно ефективним способом пом'якшення проблем, пов'язаних із втратою слуху. В умовах низького та середнього доходу кожен долар, інвестований в однобічні кохлеарні імплантати, має рентабельність інвестицій у 1,46 долара. Це підвищується до рентабельності інвестицій у 4,09 долара в умовах доходу вище середнього. Дослідження, проведене в Колумбії, оцінило інвестиції протягом усього життя в 68 дітей, які отримали кохлеарні імпланти в ранньому віці. Беручи до уваги вартість пристрою та будь-які інші медичні витрати, подальше спостереження, логопедичну терапію, акумулятори та подорожі, кожна дитина потребувала в середньому 99 тисяч доларів США протягом свого життя (за умови, що тривалість життя становить 78 років для особи жіночої статі та 72 роки для чоловіків). Дослідження показало, що кожен долар, інвестований у реабілітацію дитини з кохлеарним імплантатом, окупив 2,07 долара США.

### Виробники
Станом на 2021 рік 4 види пристроїв для кохлеарних імплантатів, схвалені для використання в Сполучених Штатах Америки, виробляли «Cochlear Limited», підрозділ «Advanced Bionics» компанії «Sonova», MED-EL і «Oticon Medical». У Європі, Африці, Азії, Південній Америці та Канаді був доступний додатковий пристрій виробництва «Neurelec» (пізніше придбаного «Oticon Medical»). У деяких частинах світу також був доступний прилад виробництва «Nurotron» (Китай). Кожен виробник адаптував деякі успішні інновації інших компаній до своїх пристроїв. Немає єдиної думки, що будь-який із цих імплантатів є кращим за інші. Користувачі всіх пристроїв повідомляють про широкий діапазон продуктивності після імплантації.

### Критика та суперечки
Значна частина найбільших заперечень проти кохлеарних імплантатів виникла всередині спільноти глухих, деякі з яких є людьми з появою глухоти до розвитку мовлення, рідною мовою яких є жестова мова. Дехто в спільноті глухих називає кохлеарні імплантати аудизмом і образою для своєї культури, якій, на їхню думку, загрожує меншість з боку більшості, що чує. Це стара проблема для спільноти глухих, яка сягає аж у XVIII століття з аргументом «мануалізм проти оралізму». Це узгоджується з медикалізацією та стандартизацією «нормального» тіла в XIX столітті, коли почали обговорювати відмінності між нормальним і аномальним. Важливо враховувати соціокультурний контекст, особливо стосовно спільноти глухих, яка має свою унікальну мову та культуру. Це пояснює те, що кохлеарний імплант розглядається як образа їхньої культури, оскільки багато хто не вірить, що глухота — це те, що потрібно вилікувати. Однак також стверджується, що це не обов'язково має бути так: кохлеарний імплантат може діяти як інструмент, який глухі люди можуть використовувати для доступу до «світу, що чує», не втрачаючи своєї ідентифікації глухих.
Кохлеарні імплантати для вроджено глухих дітей є найбільш ефективними, якщо імплантувати їх у молодшому віці. Діти, які мають підтверджену серйозну втрату слуху, можуть отримати імплантат у віці 9 місяців. Докази показують, що глухі діти глухих батьків (або осіб, які вільно володіють жестами як щоденні опікуни) вивчають жестову мову так само ефективно, як і однолітки, що чують. Деякі прихильники спільноти глухих рекомендують усім глухим дітям вивчати жестову мову від народження, але понад 90 % глухих дітей народжуються від батьків, що чують. Оскільки потрібні роки, щоб вільно володіти жестовою мовою, глухі діти, які ростуть без підсилення, наприклад слухових апаратів або кохлеарних імплантатів, не матимуть щоденного доступу до постійного вживання жестової мови у домогосподарствах, де нею вільно не говорять.
Критики кохлеарних імплантатів у культурах глухих також стверджують, що кохлеарний імплант і подальша терапія часто стають центром ідентичності дитини за рахунок засвоєння мови, і легкості спілкування жестовою мовою та ідентичності глухих. Вони вважають, що вимірювання успіху дитини лише її володінням мовленням призведе до поганого самооцінки «інваліда» (оскільки імплантати не створюють нормального слуху), а не до здорової самооцінки глухої людини. Однак ці твердження не підтверджені дослідженнями. Першим дітям, які отримали кохлеарні імплантати, коли були немовлятами, станом на 2020 рік було лише 20 років, і неофіційні дані вказували на високий рівень задоволеності в цій когорті, більшість з яких не вважали свою глухоту своєю основною ідентичністю.
Дітей з кохлеарними імплантами, швидше за все, навчать слухати та розмовляти без жестової мови, і часто вони не навчаються з іншими глухими дітьми, які використовують жестову мову. Кохлеарні імплантати були одним із технологічних і соціальних факторів, причетних до занепаду мов жестів у розвиненому світі. Деякі глухі активісти назвали поширення застосування кохлеарних імплантів для глухих дітей культурним ґеноцидом.
Оскільки тенденція до використання кохлеарних імплантатів у дітей зростає, прихильники спільноти глухих намагалися протистояти формулюванню «або або» оралізму проти мануалізму за допомогою підходу «і те, і» або «двомовно-бікультурний»; деякі школи зараз успішно інтегрують кохлеарні імплантати з жестовою мовою у свої освітні програми. Однак серед дослідників існують розбіжності щодо ефективності методів, що використовують як жест, так і мову, порівняно з лише жестом або мовою.
Інший суперечливий момент, який висловлюють прихильники, полягає в тому, що в процесі оцінки кохлеарної імплантації існують расові відмінності. Дані, отримані за 2010—2020 роки, показали, що 68,5 % пацієнтів, направлених на обстеження, були білими, 18,5 % були чорношкірими та 12,3 % були азіатами, однак серед пацієнтів, які обслуговувалися в закладі, було 46,9 % білих, 42,3 % чорношкірих і 7,7 % азіатів. Було також показано, що чорношкірі пацієнти, яких направили на обстеження для встановлення імплантатів, мали більшу втрату слуху порівняно з білими пацієнтами, яких також направили. На основі цього дослідження показано, що чорні пацієнти отримують кохлеарні імплантати непропорційно рідше, ніж білі пацієнти.